# سیارک ۱۲۲۸۲
سیارک ۱۲۲۸۲ (به انگلیسی: 12282 Crombecq، نامگذاری:1991BV1) دوازده هزار و دویست و هشتاد و دومین سیارک کشف شده‌است که در ۲۱ ژانویه ۱۹۹۱ کشف شد.
قدر مطلق سیارک برابر ۳۵.۴ است.